# Магомедов, Магомед Курахмаевич
Магомед Курахмаевич Магомедов (род. 24 июня 1985, Махачкала) — российский дзюдоист, трёхкратный серебряный призёр чемпионатов России, чемпион Европы среди полицейских, мастер спорта России международного класса (2011).

## Карьера
В 2004 году стал серебряным призёром первенства России среди юниоров, а в 2005 году — среди молодёжи. На чемпионатах страны среди взрослых три года подряд (2008—2010) становился серебряным призёром. В 2010 году становился победителем и призёром этапов Кубка мира. Член сборной команды страны с 2014 года.

## Спортивные результаты
- Первенство России по дзюдо среди юниоров 2004 года — ;
- Первенство России по дзюдо среди молодёжи 2005 года — ;
- Чемпионат России по дзюдо 2008 года — ;
- Чемпионат России по дзюдо 2009 года — ;
- Чемпионат России по дзюдо 2010 года — ;

### Этапы Кубка мира
- Тбилиси, 2010 год — ;
- Майами, 2010 год — ;